# جاك جوزيف
جاك جوزيف (بالألمانية: Jacques Joseph)‏ هو جراح تجميل ‏ وجراح ألماني، ولد في 6 سبتمبر 1865 في كونيغسبرغ في الإمبراطورية الروسية، وتوفي في 12 فبراير 1934 في برلين في ألمانيا.